# Dorotea Frederica de Brandenburg-Ansbach
Dorotea Frederica de Brandenburg-Ansbach (en alemany Dorothea Friederike von Brandenburg-Ansbach) va néixer a Ansbach (Alemanya) el 12 d'agost de 1676 i va morir a Hanau el 13 de març de 1731. Era la filla de Joan Frederic (1654-1686) i de la princesa Joana Elisabet de Baden-Durlach (1651-1680).
El 20 d'agost de 1699 es va casar amb Joan Reinhard III de Hanau-Lichtenberg (1665-1736), fill de Joan Reinhard II (1628-1666) i d'Anna Magdalena de Birkenfeld-Bischweiler (1640-1693). El matrimoni va tenir una única filla:  Carlota Cristina (1700-1731), casada amb el príncep Lluís VIII de Hessen-Darmstadt (1691-1768), a través de la qual el comtat de Hanau passaria a formar part dels dominis de Hessen-Darmstadt.